# Maple Falls
Maple Falls és una concentració de població designada pel cens dels Estats Units a l'estat de Washington. Segons el cens del 2000 tenia 277 habitants.

## Demografia
Segons el cens del 2000, Maple Falls tenia 277 habitants, 109 habitatges i 70 famílies. La densitat de població era de 35,4 habitants per km².
Dels 109 habitatges, en un 30,3% hi vivien nens de menys de 18 anys, en un 53,2% hi vivien parelles casades, en un 6,4% dones solteres, i en un 34,9% no eren unitats familiars. En el 22,9% dels habitatges hi vivien persones soles, el 3,7% de les quals corresponia a persones de 65 anys o més. El nombre mitjà de persones vivint en cada habitatge era de 2,54 i el nombre mitjà de persones que vivien en cada família era de 3,04.
Per edats, la població es repartia de la següent manera: un 27,4% tenia menys de 18 anys, un 3,6% entre 18 i 24, un 32,5% entre 25 i 44, un 25,6% de 45 a 60, i un 10,8% 65 anys o més.
L'edat mediana era de 36 anys. Per cada 100 dones de 18 o més anys hi havia 128,4 homes.
La renda mediana per habitatge era de 41.250 $ i la renda mediana per família de 56.477 $. Els homes tenien una renda mediana de 40.250 $ mentre que les dones 17.125 $. La renda per capita de la població era de 24.216 $. Cap de les famílies i el 3,5% de la població estaven per sota del llindar de pobresa.

## Poblacions més properes
El següent diagrama mostra les poblacions més properes.